# La France en direct
La France en direct était une émission de télévision politique française diffusée en direct sur France 2 de janvier 1995 à juin 1997 et animée par Daniel Bilalian et Bruno Masure et quelques journalistes de la rédaction. Elle était principalement diffusée le lundi soir.
Créée quelques mois avant l'élection présidentielle de 1995, ces derniers recevaient en général une personnalité politique chargée d'exposer ses idées politiques sur des thèmes choisis par la rédaction. Le premier invité fut Nicolas Sarkozy.
À partir de la rentrée 1995, l'émission évolue : elle reçoit désormais plusieurs personnalités autour d'un débat d'actualité.
Le 8 janvier 1996, un numéro spécial est consacré au président François Mitterrand, disparu le jour même.
Après la fin de La France en direct, France 2 ne remplacera pas directement l'émission. Il faudra attendre septembre 2002 pour voir une nouvelle émission en prime-time du même genre : 100 minutes pour convaincre.